# Digenethle juheli
Digenethle juheli är en skalbaggsart som beskrevs av Legrand 2006. Digenethle juheli ingår i släktet Digenethle och familjen Cetoniidae. Inga underarter finns listade i Catalogue of Life.